# Bonyha község
Bonyha község (románul: Comuna Bahnea) község Maros megyében, Romániában. Központja Bonyha, beosztott falvai Bernád, Dányán, Gógán, Jövedics, Kund, Leppend.

## Népessége
A 2011-es népszámlálás adatai alapján a község népessége 3739 fő volt.